# 타무라 무츠미
타무라 무츠미(일본어: 田村 睦心, 1987년 6월 19일 ~ )는 일본의 여자 성우이다.

## 출연 작품

### 극장판 애니메이션
- 2017년 극장판 오버로드 칠흑의 영웅 - 닌야
- 2022년 표류단지 - 쿠마가야 코스케
- 2024년 극장판 도라에몽: 진구의 지구 교향곡 - 모첼
- 2025년 영화 코바야시네 메이드래곤 외로움쟁이 용 - 코바야시 씨